# Himno del Estado de Jalisco
El Himno del Estado de Jalisco es el himno oficial del Estado de Jalisco, en México. Fue escrito por Moisés Guerrero López en 1981, fue hasta el año 2010 que se difundió como motivo del aniversario bicentenario de la Independencia de México.

## Letra[2][3]
Coro

¡Jaliscienses la Patria nos llama
Tremolando el pendón tricolor
Recordando la casta valiente
Que a Jalisco su vida ofrendó!
Estrofa 1:
Como irrumpe la aurora serena
En la noche su triunfo de luz
Suave pluma rompió las cadenas
Subyugantes de la esclavitud.
Ya no esgriman las manos fraternas
Del acero a la furia fatal
Conservando las fuerzas eternas
De la paz como escudo inmortal.
(Coro)
Estrofa 2:
Reafirmando la noble premisa
Y el esfuerzo que nos conformó
La Victoria de antiguos anhelos
A tus héroes de dicha inundó.
Si el oprobio encendiera la flama
En defensa de nuestro blasón
Jaliscienses dar un paso al frente
Por la gloria de nuestra nación.
(Coro)
Estrofa 3:
Como insignia llevemos por siempre
Una imagen de nuestra verdad,
Y teniendo en el alma presente
Los principios de la libertad.
Y vayamos unidos luchando
Por la fuerza de nuestra razón,
Que en la lucha vamos reafirmando
En la historia nuestra tradición.
(Coro)
Estrofa 4:
¡Oh, Jalisco, tu noble hidalguía
Prometemos con celo guardar,
Pues tu gente valiente y bravía
Son pilares de tu dignidad!
Y poniendo muy alto tu nombre
Al servicio de nuestra nación,
Llevaremos el signo del hombre
Que establece su vida en la unión.

(Coro)